# British Rail Class 01
A British Rail Class 01 ou BR Class 01, foi uma pequena locomotiva manobreira diesel-mecânica de entre-eixos curto em configuração de rodeiros 0-4-0 designada para áreas de manobras com raio de curvas estreitas e de pouca visibilidade.

## História
Quatro exemplares foram construídos em 1956 pela empresa Andrew Barclay Sons & Co. de Kilmarnock (Escócia). Foram numeradas da seguinte maneira, do 11503 ao 11506, depois renumeradas para D2953 a D2956, duas delas ficaram tempo suficiente em uso para receberem a atualização do sistema denominado como "Total Operations Processing System", conhecido como "TOPS", que tornou-se o padrão comum a todas as locomotivas no Reino Unido. Esse sistema consistia da instalação de um computador para melhorar a operacionalidade na via férrea. As duas locomotivas remanescentes receberam a numeração 01001 (D2954) e 01002 (D2955). O pátio original das locomotivas da classe 01 era o pátio 30A em Stratford. Uma quinta locomotiva similar ao modelo prévio foi construído em 1958 para o estoque departamental (trabalho de manutenção). Esta nova unidade tinha a numeração original 81 mas foi renumerada para D2956 em julho de 1967 depois que a D2956 original foi aposentada do serviço.
As locomotivas da Classe 01 eram muito versáteis, apesar de terem apenas 153 horses power (155 cavalos-vapor) disponíveis, e de serem pequenas o suficiente para operarem em qualquer ferrovia de bitola padrão da British Rail da malha ferroviária – exceto pelo pequeno inconveniente de trafegar à apenas 22,9 quilômetros por hora (14,2 milhas por hora). Para uma frota de apenas cinco unidades, elas eram muito confiáveis, embora as Docas de Stratford, onde serviam  originalmente, não havia muito trabalho duro para elas.
As unidades 01001 e 01002 sobreviveram na BR por mais tempo pois eram necessárias para o serviço no quebra-mar de Holyhead (Holyhead Breakwater), sendo que era a única locomotiva leve para a via. A 01002 não foi utilizada antes de 1973, mas foi canibalizada em suas peças para suprir a sua locomotiva irmã em serviço. A 01001 foi aposentada em 1979, e a 01002 em 1981. A 01002 teve a sua última viagem registrada quando o quebra-mar de Holyhead foi fechado em julho de 1980 ambas as locomotivas foram aposentadas no local e tiveram as suas cores alteradas das da British Railways para o fundo preto com listras amarelas e pretas "Faixa de Vespa".
| Ano     | Qtd. no início do ano | Qtd. Retirada | Números das locomotivas | Notas                                  |
| ------- | --------------------- | ------------- | ----------------------- | -------------------------------------- |
| 1966    | 5                     | 2             | D2953/56 (i)            | Ambas transferidas para uso industrial |
| 1967    | 3                     | 1             | D2956 (ii)              | Anteriormente Departamental No. 81     |
| 1968-78 | 2                     | 0             | –                       | –                                      |
| 1979    | 2                     | 1             | 01001                   | –                                      |
| 1980    | 1                     | 0             | –                       | –                                      |
| 1981    | 1                     | 1             | 01002                   | –                                      |

## Detalhes técnicos
As locomotivas Class 01 possuíam um motor Gardner de seis cilindros em linha com quatro válvulas 6L3 de 153 horses power (155 cavalos-vapor) à 1,200 rpm conectado em uma transmissão Wilson SE4 de quatro velocidades e câmbio epicíclico com um acoplador hidráulico rígido Vulcan-Sinclair tipo 23, e uma unidade reversa e final Wiseman 15LGB. Os rodeiros eram acoplados com um travessão e a motriz acoplada em um eixo cardã.